# Terre des hommes

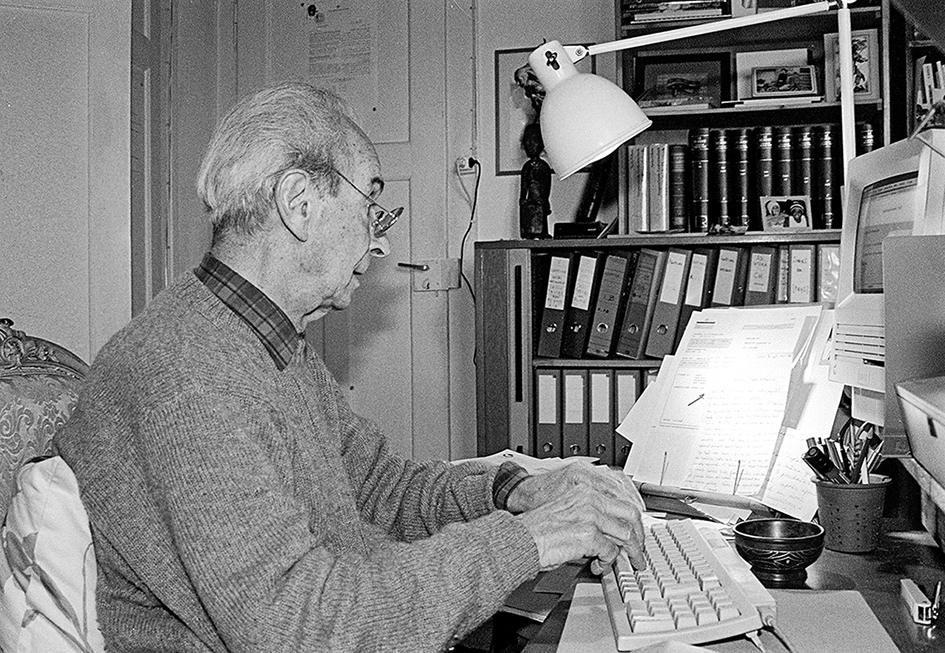
Edmond Kaiser, 1995, Prilly/Suiza. Fotografiado por Markus Schweizer

Terre des hommes, también conocida por su traducción Tierra de hombres, es una organización humanitaria de beneficencia internacional en defensa de los derechos del niño bajo la égida de la Federación Internacional Terre des Hommes (TDHIF), con organizaciones independientes en Canadá, Dinamarca, Francia, Alemania, Italia, Luxemburgo, Países Bajos, Suiza, España y Siria . Fue fundada en 1960 por Edmond Kaiser en Lausana, Suiza. La organización lleva el nombre de las memorias filosóficas de 1939 de Antoine de Saint-Exupéry,  Tierra de hombres. Una parte importante del trabajo del TDHIF es actuar como consultor del Consejo Económico y Social de las Naciones Unidas (ECOSOC). La promoción de la Convención sobre los Derechos del Niño es una actividad importante de Tdh. Defender los derechos de los niños, defenderlos y difundir información son tareas que Terre des Hommes – en ayuda de los niños considera prioritarias. TDHIF dirige dos campañas: «Destination Unknown» (www.destination-unknown.org) y «Children Win» (www.childrenwin.org). La fundación de la organización fue galardonada con el Premio Balzan en 2018.

## Tierra de hombres España
Tierra de hombres España es una Fundación con identidad propia y sin ánimo de lucro, creada en 1994 por Dª Julia Cárdenas dentro del Movimiento Internacional Tierra de hombres, originado en Lausanne (Suiza) en 1960. Tdh - España forma parte de la Federación Internacional Tierra de hombres (FITDH, 1966), la segunda agrupación mundial de ONGD de atención a la infancia, Organismo consultivo del Consejo Económico y Social de Naciones Unidas, de UNICEF y del Consejo de Europa. La FITDH, está compuesta por nueve países miembros: España, Canadá, Dinamarca, Francia, Alemania, Italia, Luxemburgo, Holanda y Suiza.  
Actúa en tres niveles: Salud Materno-Infantil, Protección de la Infancia y Promoción de los Derechos de Infancia a través de proyectos de cooperación al desarrollo ejecutados en países de Asia, África y América Latina. Siguiendo los principios expresados en la Convención sobre los Derechos del Niño de las Naciones Unidas de 1989 y la Carta Fundacional,Tdh - España tiene como objetivo, mediante la acción, promover el desarrollo de la infancia más desfavorecida defendiendo sus derechos, sin discriminación de orden político, racial, confesional y de sexo.

En España, además, lleva a cabo una campaña de sensibilización denominada "Stop al tráfico de niños", para luchar contra las diversas formas de explotación infantil y realiza una importante labor de asistencia médica a niños y niñas procedentes de distintos países africanos, mediante el programa llamado "Viaje hacia la Vida".

Viaje hacia la Vida
Dentro de los programas de Salud que lleva a cabo Tdh en el mundo, se encuentra Atenciones Médicas Especializadas “Viaje hacia la Vida” que facilita desde 1994 el traslado a España de niños y niñas procedentes de países africanos con un bajo índice de desarrollo: Togo, Benín, Mauritania, Senegal, Marruecos, Mali y Guinea Conakry, para ser intervenidos de diferentes y graves patologías como cardiopatías, traumatologías, urologías, quemados, oftalmología o maxilofacial, por carecer en sus países de origen de las infraestructuras sanitarias especializadas y de los recursos necesarios para su tratamiento.

Hasta el momento más de 760 menores han podido recuperar su salud en España y están de vuelta con sus familias de origen, gracias a una gran cadena solidaria en la que colaboran hospitales de la sanidad pública y privada de nuestro país, equipos médicos, familias que les acogen durante su estancia en España, voluntarios y voluntarias que acompañan a los menores mientras están hospitalizados, la ONG Aviación Sin Fronteras, cuyos voluntarios se encargan de trasladar a los niños tanto en la venida a España como de regreso a su país de origen y al apoyo de entidades e instituciones como Fundación Probitas, BBVA, Reale Seguros, Rafaelhoteles, otras empresas y socios de Tdh con sus donaciones.

## Terre des Hommes – ayuda a la infancia, Lausana-Suiza

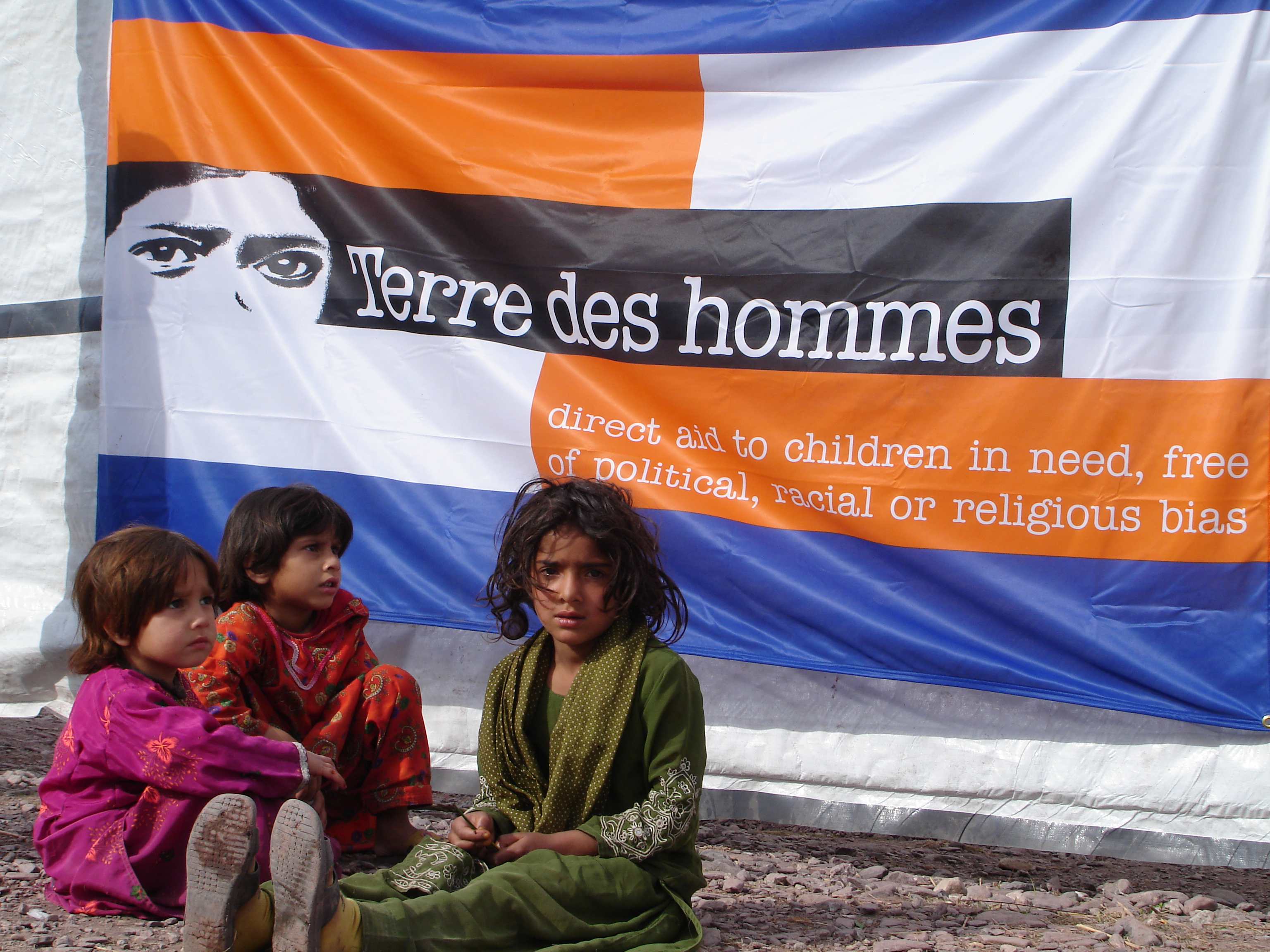
Terre des hommes-aide à l'enfance.

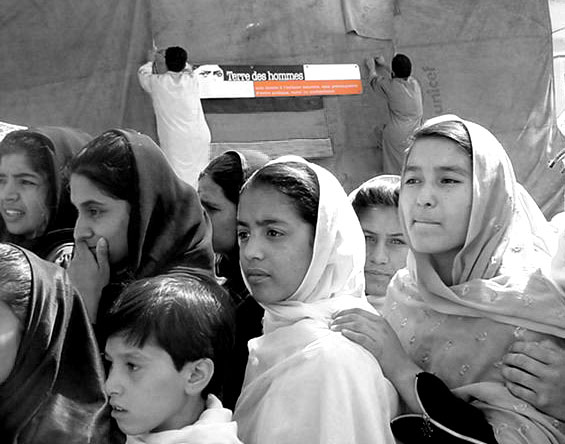

Hoy en día existen en Suiza la Fundación Terre des Hommes – ayuda a la infancia (de ahora en adelante “TdH”), con sede en Lausana, y Terre des Hommes Suiza, cuya sede de habla alemana se encuentra en Basilea y, la de habla francesa, en Ginebra.
Con el tiempo, TdH se ha especializado en dos campos: la salud y la protección de la infancia. De Argelia a Bangladés, de Afganistán hasta Perú, la Fundación Terre des Hommes – ayuda a la infancia dirige actualmente 85 proyectos en 31 países entre los que se encuentra Suiza. TdH organiza proyectos de desarrollo como la mejora a largo plazo de los cuidados médicos en Benín o la acogida por la comunidad de huérfanos de padres muertos de sida en Burundi. También proporciona ayudas urgentes, por ejemplo en las zonas de Sri Lanka afectadas por el tsunami, o en Mozambique tras el paso del huracán Favio en febrero de 2007.
La promoción de la Convención Internacional sobre los Derechos del Niño representa un eje importante de las actividades de TdH. Hablar en favor de los derechos de los niños, defenderlos e informar sobre ellos son tareas que la Fundación Terre des Hommes – ayuda a la infancia considera prioritarias puesto que del respeto de esos derechos depende la perduración de los esfuerzos desplegados sobre el terreno.

## Terre des Hommes Alemania
Terre des Hommes Alemania es una asociación fundada el 8 de enero de 1967 en Stuttgart bajo el impulso del tipógrafo Lutz Beisel. El objetivo de la primera acción organizada por esta asociación fue el de salvar a los niños vietnamitas heridos y facilitar medicamentos a los hospitales alemanes. En la actualidad (enero de 2007), Terre des Hommes Alemania reparte una ayuda de 17 millones de euros entre más de 500 proyectos en 25 países y a través de sus propias oficinas regionales en Tailandia, India, Bolivia, Nicaragua, Burkina Faso y Mozambique. Terre des Hommes es una organización independiente del Estado, de la Iglesia y de los partidos políticos. Su sede federal está en Osnabrück. Los colaboradores y voluntarios presentes en unas 150 ciudades alemanas se organizan en grupos de trabajo locales.

## Terre des Hommes Holanda
Terre des Hommes Holanda es una organización sin ánimo de lucro dedicada a la defensa de los derechos de los niños en todo el mundo; para ello lleva a cabo campañas tanto a nivel nacional como internacional. Terre des Hommes apoya 297 proyectos en 22 países. Dichos proyectos están creados, organizados y llevados a cabo por organizaciones locales, lo cual los vincula directamente a los problemas que encuentra la población local. Por ejemplo, se ofrecen cursos nocturnos a los niños que trabajan durante el día y se imparten clases de deporte a niños que sufren de alguna discapacidad.

## Terre des Hommes Francia
Terre des Hommes Francia (TDHF) es una asociación independiente de cualquier organización filosófica, religiosa o política. La asociación Terre des Hommes Francia se define actualmente como una organización no gubernamental de solidaridad internacional que actúa en favor del establecimiento de condiciones de desarrollo sostenible, socialmente justo y ecológica y económicamente viable, tanto en el Norte como en el Sur. En este sentido, Terre des Hommes Francia colabora con otras asociaciones en sus acciones destinadas a promover los derechos económicos, sociales y culturales. El objetivo es, pues, permitir el desarrollo de la ciudadanía local y obtener la integración de esos derechos en las legislaciones nacionales y el respeto cotidiano de los mismos.